# Susann Mertz
Susann Mertz (* 1989 in Halberstadt) ist eine deutsche Schauspielerin und Synchronsprecherin.

## Leben
Susann Mertz wuchs in Halberstadt auf.
Sie absolvierte ihre Schauspielausbildung von 2012 bis 2015 am Europäischen Theaterinstitut Berlin. Sie ist seit 2014 als Schauspielerin vor der Kamera tätig und wirkte bislang in mehreren Filmen und Fernsehserien mit. Sie ist vereinzelt auch am Theater tätig. Außerdem spielte sie 2015 in Polizeiruf 110: Grenzgänger mit.
Sie ist zudem umfangreich als Synchronsprecherin aktiv und lieh Schauspielerinnen wie beispielsweise Dominique Swain, Kristina Klebe oder Paulina Gaitán ihre Stimme.
Mertz lebt in Berlin. Neben ihrer Muttersprache Deutsch spricht sie auch fließend Englisch, Französisch und Spanisch. 2023 war sie in Wolfswinkel zu sehen.

## Filmografie (Auswahl)
- 2015: Polizeiruf 110: Grenzgänger
- 2015: Nacht der Angst
- 2018: Reise nach Jerusalem
- 2019: Der letzte Krieg
- 2020: Don’t Read This on a Plane
- 2023: Wolfswinkel